# Tempest (Bootsklasse)

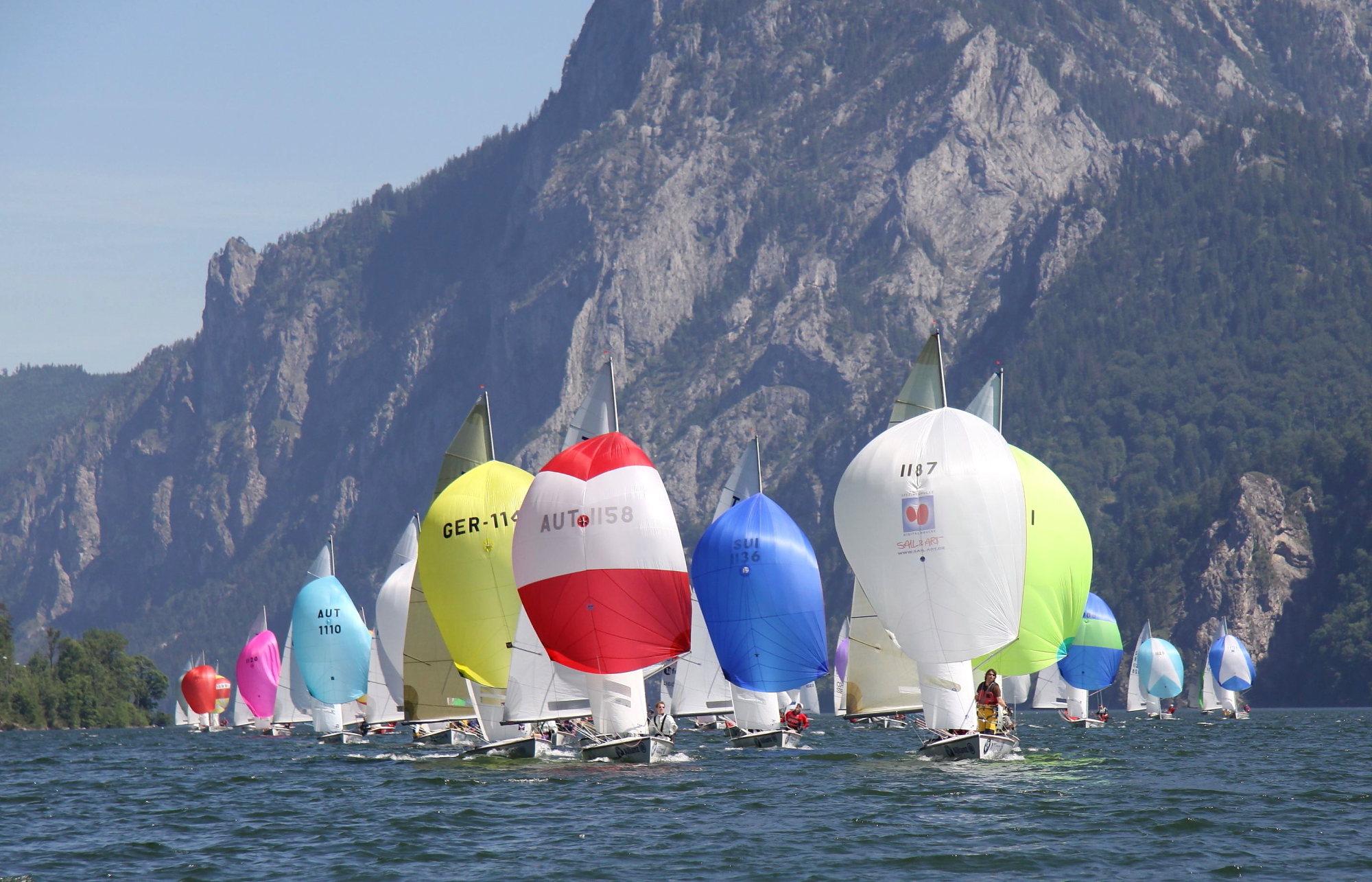
Boote von der Bootsklasse Tempest am Traunsee bei der WM 2011

Segelriss Tempest

Die Tempest ist ein sportliches 2-Personen-Segelboot mit Kiel, Trapez und Spinnaker. Trotz des Kiels verhält sie sich sehr jollenähnlich und kommt schnell ins Gleiten. Durch ihre Konstruktion richtet sie sich nach einer Kenterung gleich wieder auf und bietet daher ein hohes Sicherheitspotenzial. 
1972 löste die Tempest das Starboot als Olympisches Kielboot ab, wurde aber bereits nach 1976 wieder vom Starboot wegen dessen größerer Verbreitung und seiner sehr starken Klassenorganisation aus dem olympischen Status verdrängt.
Die Verbreitung der Klasse ist besonders in Mitteleuropa (Deutschland, Schweiz und Österreich) sowie in England und Frankreich hoch. In den USA und Australien gibt es noch Restbestände aus der olympischen Zeit.
Seit 1967 werden alljährlich Weltmeisterschaften in der Tempest-Klasse ausgetragen. 2006 war Martinique Austragungsort der Weltmeisterschaft. 2018 fand die WM im österreichischen Revier Attersee  
statt.
2019 fand die WM am oberbayerischen Tegernsee statt.

## Historisches
- Der Prototyp wurde entworfen von Ian Proctor
- 1965 siegte er in Medemblik (Niederlande) damit überlegen gegen 13 andere Konkurrenten mit 8 von 9 gewonnenen Läufen (bei der nicht gewonnenen Wettfahrt musste er, in Führung liegend, wegen eines Ruderbruches aufgeben). Bei einer zusätzlich abschließenden Wettfahrt wurde er mit Sandsäcken beladen, um die Abhängigkeit vom Mannschaftsgewicht zu testen, und gewann die Wettfahrt trotzdem.
- 1965 wurde die Tempest internationale Klasse,
- 1968 olympische Klasse,
- 1972 Teilnahme der Tempest an den Olympischen Spielen vor Kiel, Deutschland,
- 1976 Olympische Spiele vor Kingston (Kanada),
- 1976 Olympischen Status an das Starboot verloren.